# Mg2+-유입 ATP가수분해효소
Mg2+-유입 ATP가수분해효소(영어: Mg2+-importing ATPase) (EC 3.6.3.2)는 다음과 같은 화학 반응을 촉매하는 효소이다.
ATP + H2O + Mg2+out  ⇄  ADP + 인산 + Mg2+in
Mg2+-유입 ATP가수분해효소의 3가지 기질은 ATP, H2O, Mg2+이며, 3가지 생성물은 ADP, 인산, Mg2+이다.
Mg2+-유입 ATP가수분해효소는 가수분해효소 부류에 속하며, 특히 산 무수물에 작용하여 기질의 막횡단 이동을 촉매한다. Mg2+-유입 ATP가수분해효소를 암호화하는 mgtA 유전자는 마그네슘 반응성 RNA 요소에 의해 조절되는 것으로 생각된다. 사람의 적혈구에서 이 효소가 발견되었지만 관찰 결과를 확인할 수 없었다.

## 명명법
Mg2+-유입 ATP가수분해효소의 계통명은 ATP 포스포하이드롤레이스 (Mg2+-유입)(영어: ATP phosphohydrolase (Mg2+-importing))이다.

## 같이 보기
- ATP가수분해효소 (ATPase)

## 참고 문헌
- Tao T, Snavely MD, Farr SG, Maguire ME (1995). “Magnesium transport in Salmonella typhimurium: mgtA encodes a P-type ATPase and is regulated by Mg2+ in a manner similar to that of the mgtB P-type ATPase”. 《J. Bacteriol.》 177 (10): 2654–62. doi:10.1128/jb.177.10.2654-2662.1995. PMC 176934. PMID 7751273.
- Kaczmarek MT, Maguire ME (1998). “The CorA Mg2+ transport protein of Salmonella typhimurium Mutagenesis of conserved residues in the third membrane domain identifies a Mg2+ pore”. 《J. Biol. Chem.》 273 (44): 28663–9. doi:10.1074/jbc.273.44.28663. PMID 9786860.